# Robert Brockman
Pour les articles homonymes, voir Brockman.
Robert Theron Brockman (28 mai 1941 - 5 août 2022) était un autodidacte, devenu homme d'affaires et milliardaire américain en prenant la tête de la société de logiciels Reynolds & Reynolds basée dans l'Ohio. En octobre 2020, l'ancien magnat du logiciel au Texas a été accusé d'avoir dirigé un stratagème d'évasion fiscale de 2 milliards de dollars  appuyé sur un réseau complexe d’entités offshore. Brockman a été la cible de “la plus grande action pénale jamais intentée contre une personne accusée d’avoir fraudé le fisc américain” selon le Wall Street Journal, mais il est mort avant son procès et avant d'avoir pu payer sa dette.

## Enfance, éducation
Brockman est né à St. Petersburg en Floride. 
Son père (Alfred Eugene Brockman) était propriétaire d'une station-service et sa mère (Pearl Brockman), était physiothérapeute. Thomas David Brockman était son frère. Brockman a brièvement fréquenté le Center College de Danville, Kentucky, puis a obtenu son diplôme summa cum laude de l'Université de Floride en 1963. Il a été membre de sa société d'honneur des affaires,.

## Carrière
Brockman entame sa carrière en 1964 comme stagiaire en marketing chez Ford Motors alors qu'il était réserviste du Corps des Marines.
De 1966 à 1970, il travaille chez IBM (devenant le principal vendeur américain du bureau de service d'IBM),
En 1970, Brockman fonde l'Universal Computer Systems (UCS), un fournisseur de systèmes informatiques et de logiciels destinés aux concessionnaires automobiles. Sa société vend son premier système informatique en concession en 1982
La société UCS fusionne avec Reynolds & Reynolds le 8 août 2006, et Brockman devient alors PDG du groupe.
The Wall Street Journal rapporte que plusieurs anciens cadres de son entreprise ont poursuivi Robert Brockman après avoir su qu'il les a privés de commissions en captant une partie des paiements des clients et en les cachant dans un paradis fiscal (îles Caïmans).

## Accusations de fraude fiscale
En 2020, un acte d'accusation comprenant 39 chefs d'accusation (dont évasion fiscale, fraude électronique, blanchiment d'argent, non-déclaration d'actifs détenus à l'étranger et destruction de preuves...) est déposé contre Brockman (en septembre), devant la cour du district nord de la Californie. Brockman y est accusé d'avoir mis en place et entretenu durant 20 ans un stratagème fiscal lui ayant permis de cacher au fisc américain (à l'IRS plus précisément) environ 2 milliards de dollars de revenus,. 
Brockman plaide non-coupable, et en attendant son procès, il est libéré contre une caution de 1 million de dollars, mais reste sous surveillance de l'IRS comme contribuable susceptible de fuir le territoire. 
En mars 2022, il propose de verser 1,45 milliard de dollars en échange d'un assouplissement du contrôle de l'IRS sur ses biens et ses actifs
En mai 2022, il a été jugé mentalement capable de subir son procès par le juge George C. Hanks Jr. du tribunal de district des États-Unis pour le district sud du Texas.
Brockman était l'un des investisseurs de Vista Equity Partners, dont le fondateur Robert F. Smith a conclu de justesse un accord de non-poursuite avec le ministère de la Justice des États-Unis, acceptant, en octobre 2020, de payer 139 millions de dollars pour non-paiement d'environ 200 millions de dollars d'impôts,,.
En octobre 2021, Brockman et Smith apparaissent tous deux parmi les personnes répertoriés dans les révélations des Pandora Papers, qui ont dévoilé les abris offshore d'actifs financiers de centaines de politiciens, d'hommes d'affaires et de célébrités.

## Vie privée
Brockman s'est marié à 18 ans dans le Kentucky et a ensuite divorcé. Il a épousé Dorothy Kay en 1968 ; le couple vivait à Houston,. Il était connu pour être très discret et refuser les entretiens publics.
Brockman possédait un jet privé Bombardier, un yacht de 209 pieds nommé Turmoil, un 17 000 pieds carrés. résidence à Houston et une maison de 5 800 pieds carrés à Aspen dans le Colorado.
Brockman était un donateur prolifique pour les groupes et les causes proches du parti républicain,.
Le 6 août 2022, l'avocate de Brockman, Kathy Keneally, a confirmé qu'il était décédé la veille, à l'âge de 81 ans,. 
Avant sa mort, Brockman avait reçu de son équipe de médecins un diagnostic de maladie de Parkinson et de "dysfonctionnement cognitif progressif" devant le conduire à la démence.

### Dons et adhésions à des conseils d'administration
En juillet 2013, le Center College de Danville, dans le Kentucky, a annoncé avoir reçu un don de 250 millions de dollars de la fiducie caritative de Brockman. Ce don a ensuite été retiré, car un "événement significatif sur le marché des capitaux", auquel le don était subordonné, ne s'est pas produit,,.
Brockman a fait un don d'argent et possède deux bâtiments à son nom sur le campus de l'Université Rice à Houston. Il a également fait partie du Conseil des superviseurs de la Jesse H. Jones Graduate School of Business,.
Il a siégé au conseil d'administration du Center College et du Baylor College of Medicine,.